# Irondino Ferreira Neto
Irondino Ferreira Neto (23 de julio de 1975), también conocido como Dininho, es un exfutbolista brasileño que se desempeñaba como defensa.
Jugó para clubes como el Mogi Mirim, América, São Caetano, Sanfrecce Hiroshima, Palmeiras y Flamengo.

## Trayectoria

### Clubes
| Club                | País   | Año         |
| ------------------- | ------ | ----------- |
| Mirassol            | Brasil | 1993        |
| Matsubara           | Brasil | 1994        |
| Presidente Prudente | Brasil | 1995        |
| Mogi Mirim          | Brasil | 1996        |
| América             | Brasil | 1997        |
| São Caetano         | Brasil | 1997 - 2005 |
| Sanfrecce Hiroshima | Japón  | 2005 - 2006 |
| Palmeiras           | Brasil | 2006 - 2008 |
| Flamengo            | Brasil | 2008        |
| Santo André         | Brasil | 2009        |
| Mirassol            | Brasil | 2010        |
| Grêmio Catanduvense | Brasil | 2011        |